# Friedhelm Vos
Friedhelm Vos (* 21. Januar 1939; † 12. August 2016) war ein deutscher Fußballspieler und späterer -trainer.

## Spielerkarriere
Im Kindesalter trat Vos 1949 dem Meidericher SV (seit 1967 MSV Duisburg) bei und spielte zunächst für dessen Jugendmannschaften, bevor er als junger Erwachsener in den Fokus der ersten Mannschaft geriet. Während der Saison 1960/61 kam er zu seinem Debüt in der Oberliga West, der höchsten Spielklasse im damals noch regional begrenzten Fußballsystem. Dem folgten sporadisch weitere Einsätze, doch konnte er sich in der Mannschaft nicht durchsetzen. Entsprechend endete seine Erstligalaufbahn 1962 nach elf Spielen ohne Tor wieder.
Zur Spielzeit 1963/64 wurde die Bundesliga gegründet und infolgedessen mit der Regionalliga eine neue zweite Spielklasse geschaffen, in der Vos fortan mit dem TuS Duisburg 48/99 antrat. Zum ersten Mal stand er am 4. August 1963 bei einem 3:3 gegen Westfalia Herne in dieser Liga auf dem Platz und besetzte in der nachfolgenden Zeit einen Stammplatz im Sturm. Als Duisburg 48/99 nach einer Fusion 1964 in Eintracht Duisburg aufging, schloss er sich diesem neuen Verein an. Für diesen absolvierte er anschließend sein zweites und zugleich letztes Jahr in der Regionalliga. Insgesamt war er in dieser Saison auf 51 bestrittene Partien mit fünf eigenen Treffern gekommen. Im Hauptberuf war der Spieler für das Unternehmen Thyssen tätig.

## Trainerkarriere
In der Saison 1985/86 war er an der Seite von Günter Preuß Co-Trainer beim MSV Duisburg und übernahm nach dessen Rücktritt in der Hinrunde interimsweise für ein Spiel das Traineramt beim Zweitligisten. Mit der Verpflichtung von Helmut Witte kehrte er auf seinen alten Posten zurück. Angesichts großer Abstiegsgefahr endete Wittes Amtszeit schon im März 1986 wieder und Vos wurde erneut zum Chefcoach befördert. Den drohenden Abstieg konnte er nicht vereiteln, doch trat er mit dem Klub den Gang in die drittklassige Oberliga an, in der er wieder als Co-Trainer arbeitete. Als Assistent von Detlef Pirsig war er 1987 am Gewinn der deutschen Amateurmeisterschaft und 1989 am Wiederaufstieg in die zweite Liga beteiligt. Im Anschluss an die Rückkehr in den Profifußball verließ er den MSV. Weitere Trainerstationen waren für ihn der FC Remscheid, wo er wie in Duisburg Detlef Pirsig assistierte, sowie der SuS 09 Dinslaken und der TV Voerde. Vos starb im August 2016 mit 77 Jahren an den Folgen einer schweren Krankheit.